# Urgences (film, 1990)
Pour plus de détails, voir Fiche technique et Distribution.
Urgences (Vital Signs) est un film américain réalisé par Marisa Silver, sorti en 1990.

## Synopsis
La vie sentimentale et professionnelle d'un groupe d'étudiants qui terminent leurs études en médecine.

## Fiche technique
- Titre : Urgences
- Titre original : Vital Signs
- Réalisation : Marisa Silver
- Scénario : Larry Ketron et Jeb Stuart
- Musique : Miles Goodman
- Pays d'origine :  États-Unis
- Sociétés de production : 20th Century Fox
- Genre : Comédie dramatique
- Durée : 103 minutes
- Date de sortie : 
  - États-Unis : 13 avril 1990
  - France : 1991 (directement en vidéo)

## Distribution
- Adrian Pasdar (VF : Éric Legrand) : Michael Chatham
- Diane Lane (VF : Françoise Pavy) : Gina Wyler
- Jimmy Smits (VF : François Leccia) : Dr. David Redding
- Jack Gwaltney : Kenny Rose
- Laura San Giacomo : Lauren Rose
- Jane Adams : Suzanne Moloney
- Tim Ransom : Bobby Hayes
- William Devane : Dr. Chatman
- Norma Aleandro : Henrietta Walker
- Bradley Whitford : Dr. Donald Ballentine
- Lisa Jane Persky : Bobby
- Wallace Langham : Gant
- James Karen : le doyen des étudiants
- Eric Zoltaszek : l'étudiant

 Source et légende : version française (VF) sur RS Doublage